# Silnice II/390
Silnice II/390 je silnice II. třídy v Česku, která spojuje Nedvědici a silnici II/360 u Trnavy. Dosahuje délky 38 km. Na trase několikrát překračuje hranici mezi kraji Vysočinou a Jihomoravským (do roku 2005 byla celá v kraji Vysočina).
Mezi Drahonínem a Vidonínem je trasa II/390 přerušena údolími Bobrůvky a Libochovky. Zatímco vzdušná vzdálenost mezi konci úseků je necelých 6 km, nejkratší silniční spojení mezi nimi měří téměř 25 km.

## Vedení silnice
Okres Brno-venkov – Jihomoravský kraj
- Nedvědice, vyústění z II/387

Okres Žďár nad Sázavou – Kraj Vysočina
- Sejřek
- zaústění do II/385 poblíž vesnice Bor

Okres Brno-venkov – Jihomoravský kraj
- Olší, vyústění z II/385
- Drahonín, přerušení (slepé ukončení silnice II. třídy)

Okres Žďár nad Sázavou – Kraj Vysočina
- Vidonín, vyústění z II/391
- Rozseč
- krátký úsek Jihomoravským krajem na území obce Borovník
- Březí
- Osová
- Osová Bítýška, křížení s I/37
- křížení s II/602 u Křeptovského Dvora
- mimoúrovňové křížení D1 (exit 153 Lhotka)
- Tasov, křížení s II/392

Okres Třebíč – Kraj Vysočina

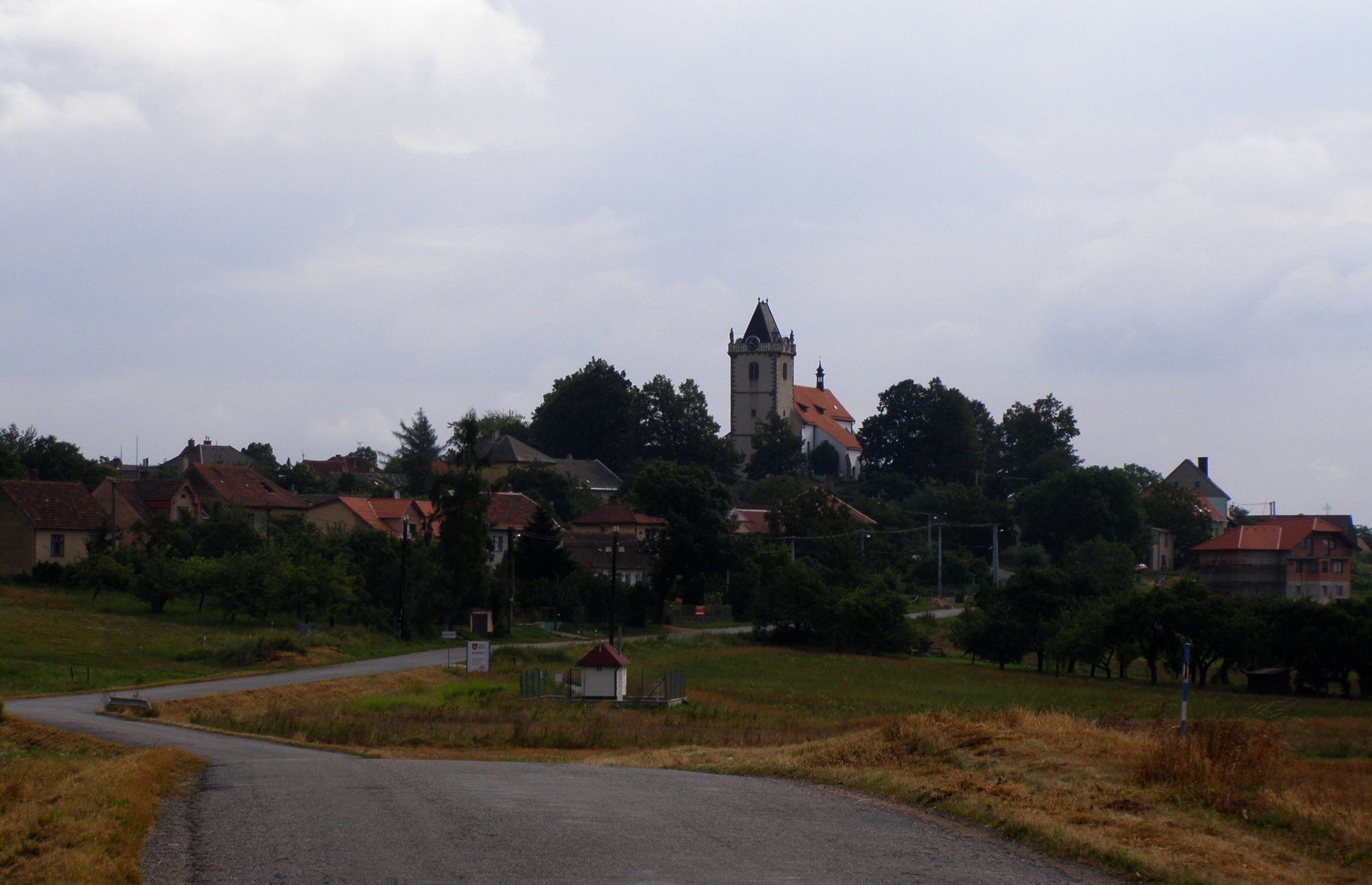
Silnice II/390 nedaleko Budišova

- Kamenná (v roce 2024 byl v Kamenné opraven most na silnici II/390[1])
- Budišov
- Nárameč
- zaústění do II/360 (mezi Trnavou a Rudíkovem)